# تشاد دوكز
تشاد دوكز (بالإنجليزية: Chad Dukes)‏ هو لاعب كرة قدم أمريكية أمريكي، ولد في 29 ديسمبر 1971 في ألباني في الولايات المتحدة.

## وصلات خارجية
- تشاد دوكز على موقع مرجع كرة القدم المحترفة.كوم (الإنجليزية)